# Minodora Cliveti
Minodora Cliveti (n. 24 octombrie 1955, Adjud, Vrancea, România) este o politiciană română, de profesiune avocată.
Membră al Partidului Social Democrat, Minodora Cliveti a fost deputat în legislaturile 2000-2004 și 2004-2008. Minodora Cliveti a fost numită membru în Delegația Parlamentului României la Adunarea Parlamentară a Consiliului Europei ca supleantă în legislatura 2000–2004, și membru deplin în legislatura 2004–2008. În legislatura 2000-2004, Minodora Cliveti a fost membru în grupurile parlamentare de prietenie cu Australia, Republica Panama și India iar în legislatura 2004-2008, a fost membru în grupurile parlamentare de prietenie cu Republica Slovacă, Republica Elenă și India.  
Minodora Cliveti este membră a Biroului APCE – raportor al Comisiei pentru egalitate de șanse a APCE pe tema „Drepturile fetelor de azi, drepturile femeilor de mâine”, și a fost depusă o propunere de raport pe tema „Rolul personalităților feminine în apărarea drepturilor femeilor” – vicepreședinte a Grupului Socialist din cadrul Adunării Parlamentare a Consiliului Europei; vicepreședinte a Comisiei pentru chestiuni sociale, sănătate și familie.